# Hatley, Wisconsin
Hatley är en ort i Marathon County i delstaten Wisconsin, USA.